# Atletica leggera ai Giochi della XIV Olimpiade - 100 metri piani maschili

Video della Finale (film ufficiale dei Giochi)

La competizione dei 100 metri piani maschili di atletica leggera ai Giochi della XIV Olimpiade si è disputata nei giorni 30 e 31 luglio 1948 allo Stadio di Wembley a Londra

## L'eccellenza mondiale
| Primatisti mondiali: (tra gli atleti in attività) | 10"2 | Lloyd LaBeach Norwood Ewell | Presenti |
| Primatisti mondiali stagionali                    | 10"2 | Lloyd LaBeach Norwood Ewell | Presenti |
| Vincitore delle selezioni USA                     | 10"2 | Norwood Ewell               | Presente |

Harrison Dillard è uno specialista dei 110 ostacoli, ma è abituato a disputare anche i 100 piani, che considera la sua seconda gara. Ai Trials americani si è qualificato sulla distanza piana (giungendo in terza posizione), mentre negli ostacoli non ha concluso la gara.

## Risultati

### Turni eliminatori
| 12 Batterie        | 30 luglio | 63 partenti   | Si qualificano i primi 2. |
| 4 Quarti di finale | 30 luglio | 6 + 6 + 6 + 6 | Si qualificano i primi 3. |
| 2 Semifinali       | 31 luglio | 6 + 6         | Si qualificano i primi 3. |
| Finale             | 31 luglio | 6 concorrenti |                           |

### Batterie
| Pos. | Atleta                | Nazione       | Tempo |
| ---- | --------------------- | ------------- | ----- |
| 1    | Barney Ewell          | Stati Uniti   | 10"5  |
| 2    | Alastair McCorquodale | Gran Bretagna | 10"5  |
| 3    | Leslie Laing          | Giamaica      | 11"0  |
| 4    | Angel García          | Cuba          |       |
| 5    | Nestor Jacona         | Malta         |       |

| Pos. | Atleta              | Nazione     | Tempo |
| ---- | ------------------- | ----------- | ----- |
| 1    | Melvin Patton       | Stati Uniti | 10"6  |
| 2    | Ivan Hausen         | Brasile     | 10"9  |
| 3    | James O'Brien       | Canada      | 10"9  |
| 4    | Fernando Lapuente   | Argentina   |       |
| 5    | Hector Gosset       | Belgio      |       |
| 6    | Guillermo Rodríguez | Messico     |       |

| Pos. | Atleta          | Nazione  | Tempo |
| ---- | --------------- | -------- | ----- |
| 1    | Lloyd LaBeach   | Panama   | 10"7  |
| 2    | Béla Goldoványi | Ungheria |       |
| 3    | Francis Mahoney | Bermuda  |       |

| Pos. | Atleta                | Nazione       | Tempo |
| ---- | --------------------- | ------------- | ----- |
| 1    | Juan López            | Uruguay       | 10"5  |
| 2    | Kenneth Jones         | Gran Bretagna | 10"6  |
| 3    | Johannes Meijer       | Paesi Bassi   | 11"0  |
| 4    | Máximo Reyes          | Perù          |       |
| 5    | Finnbjörn Þorvaldsson | Islanda       |       |

| Pos. | Atleta                | Nazione     | Tempo |
| ---- | --------------------- | ----------- | ----- |
| 1    | Harrison Dillard      | Stati Uniti | 10"4  |
| 2    | Aroldo da Silva       | Brasile     | 10"6  |
| 3    | Peter Bloch           | Norvegia    | 11"1  |
| 4    | Hippolyte Braekman    | Belgio      |       |
| 5    | Finnbjörn Þorvaldsson | Islanda     |       |

| Pos. | Atleta            | Nazione       | Tempo |
| ---- | ----------------- | ------------- | ----- |
| 1    | McDonald Bailey   | Gran Bretagna | 10"5  |
| 2    | Haukur Clausen    | Islanda       | 11"0  |
| 3    | Abram van Heerden | Sudafrica     | 11"1  |
| 4    | Carlos Silva      | Cile          |       |
| 5    | Bernabe Lovina    | Filippine     |       |
| 6    | Stanley Lines     | Bermuda       |       |

| Pos. | Atleta         | Nazione   | Tempo |
| ---- | -------------- | --------- | ----- |
| 1    | John Treloar   | Australia | 10"5  |
| 2    | René Valmy     | Francia   | 10"8  |
| 3    | György Csányi  | Ungheria  | 11"1  |
| 4    | Carlos Isaac   | Argentina |       |
| 5    | Sayed Moukhtar | Egitto    |       |
| 6    | Ali Salman     | Iraq      |       |

| Pos. | Atleta         | Nazione     | Tempo |
| ---- | -------------- | ----------- | ----- |
| 1    | Rafael Fortún  | Cuba        | 10"7  |
| 2    | John Bartram   | Australia   | 10"8  |
| 3    | Basil McKenzie | Giamaica    | 10"8  |
| 4    | Hélio da Silva | Brasile     |       |
| 5    | Johan Zwaan    | Paesi Bassi |       |

| Pos. | Atleta           | Nazione   | Tempo |
| ---- | ---------------- | --------- | ----- |
| 1    | Morris Curotta   | Australia | 10"7  |
| 2    | Gerardo Bönnhoff | Argentina | 10"8  |
| 3    | Raúl Mazorra     | Cuba      | 11"1  |
| 4    | Örn Clausen      | Islanda   |       |
| 5    | Raşit Öztaş      | Turchia   |       |
| DQ   | Perry Johnson    | Bermuda   |       |

| Pos. | Atleta            | Nazione           | Tempo |
| ---- | ----------------- | ----------------- | ----- |
| 1    | Georgie Lewis     | Trinidad e Tobago | 10"8  |
| 2    | Edward Haggis     | Canada            | 10"9  |
| 3    | Walter Pérez      | Uruguay           | 11"0  |
| 4    | Santiago Ferrando | Perù              |       |
| 5    | Stefanos Petrakis | Grecia            |       |

| Pos. | Atleta                   | Nazione           | Tempo |
| ---- | ------------------------ | ----------------- | ----- |
| 1    | Isidoor Van De Wiele     | Belgio            | 10"8  |
| 2    | Nuno Rodrígues de Morais | Portogallo        | 10"9  |
| 3    | Alberto Labarthe         | Cile              | 11"0  |
| 4    | Muhammad Sharif Butt     | Pakistan          |       |
| 5    | Charles Thompson         | Guyana britannica |       |

| Pos. | Atleta         | Nazione     | Tempo |
| ---- | -------------- | ----------- | ----- |
| 1    | Mario Fayos    | Uruguay     | 11"0  |
| 2    | Eric Prabhakar | India       | 11"0  |
| 3    | László Bartha  | Ungheria    | 11"1  |
| 4    | Jan Kleyn      | Paesi Bassi |       |
| 5    | Kemal Aksur    | Turchia     |       |
| 6    | Maung Sein Pe  | Birmania    |       |
| DNF  | Étienne Bally  | Francia     |       |

### Quarti di finali
| Pos. | Atleta                   | Nazione       | Tempo |
| ---- | ------------------------ | ------------- | ----- |
| 1    | Harrison Dillard         | Stati Uniti   | 10"4  |
| 2    | Juan López               | Uruguay       | 10"6  |
| 3    | Kenneth Jones            | Gran Bretagna | 10"7  |
| 4    | Ivan Hausen              | Brasile       |       |
| 5    | Edward Haggis            | Canada        |       |
| 6    | Nuno Rodrígues de Morais | Portogallo    |       |

| Pos. | Atleta          | Nazione           | Tempo |
| ---- | --------------- | ----------------- | ----- |
| 1    | Barney Ewell    | Stati Uniti       | 10"5  |
| 2    | McDonald Bailey | Gran Bretagna     | 10"6  |
| 3    | Morris Curotta  | Australia         | 10"8  |
| 4    | Georgie Lewis   | Trinidad e Tobago |       |
| 5    | Béla Goldoványi | Ungheria          |       |
| 6    | Haukur Clausen  | Islanda           |       |

| Pos. | Atleta                | Nazione       | Tempo |
| ---- | --------------------- | ------------- | ----- |
| 1    | Melvin Patton         | Stati Uniti   | 10"4  |
| 2    | Alastair McCorquodale | Gran Bretagna | 10"5  |
| 3    | John Bartram          | Australia     | 10"6  |
| 4    | René Valmy            | Francia       |       |
| 5    | Mario Fayos           | Uruguay       |       |
| 6    | Isidoor Van De Wiele  | Belgio        |       |

| Pos. | Atleta           | Nazione   | Tempo |
| ---- | ---------------- | --------- | ----- |
| 1    | Lloyd LaBeach    | Panama    | 10"5  |
| 2    | John Treloar     | Australia | 10"5  |
| 3    | Rafael Fortún    | Cuba      | 10"6  |
| 4    | Aroldo da Silva  | Brasile   |       |
| 5    | Gerardo Bönnhoff | Argentina |       |
| 6    | Eric Prabhakar   | India     |       |

### Semifinali
| Pos. | Atleta                | Nazione       | Tempo |
| ---- | --------------------- | ------------- | ----- |
| 1    | Harrison Dillard      | Stati Uniti   | 10"5  |
| 2    | Barney Ewell          | Stati Uniti   | 10"5  |
| 3    | Alastair McCorquodale | Gran Bretagna | 10"7  |
| 4    | John Bartram          | Australia     |       |
| 5    | Juan López            | Uruguay       |       |
| 6    | Morris Curotta        | Australia     |       |

| Pos. | Atleta          | Nazione       | Tempo |
| ---- | --------------- | ------------- | ----- |
| 1    | Melvin Patton   | Stati Uniti   | 10"4  |
| 2    | Lloyd LaBeach   | Panama        | 10"5  |
| 3    | McDonald Bailey | Gran Bretagna | 10"6  |
| 4    | John Treloar    | Australia     |       |
| 5    | Rafael Fortún   | Cuba          |       |
| 6    | Kenneth Jones   | Gran Bretagna |       |

### Finale
Il vincitore dei Trials, Norwood "Barney" Ewell, ha 30 anni, un'età insolita per uno sprinter. Ha perso gli anni migliori a causa della II Guerra mondiale, ma ha continuato ad allenarsi.

Ewell lotta con il connazionale Dillard, arrivando spalla a spalla con lui sul traguardo. Crede di aver vinto, ma la giuria lo relega al secondo posto. Dillard stabilisce il nuovo primato dei Giochi.
| Pos.    | Corsia | Atleta                | Età | Nazione       | Tempo |
| ------- | ------ | --------------------- | --- | ------------- | ----- |
| Oro     | 6      | Harrison Dillard      | 25  | Stati Uniti   | 10"3  |
| Argento | 2      | Barney Ewell          | 30  | Stati Uniti   | 10"4  |
| Bronzo  | 3      | Lloyd LaBeach         | 26  | Panama        | 10"6  |
| 4       | 4      | Alastair McCorquodale | 22  | Gran Bretagna |       |
| 5       | 1      | Melvin Patton         | 23  | Stati Uniti   |       |
| 6       | 5      | McDonald Bailey       | 27  | Gran Bretagna |       |

A Londra, in tutte le gare, i tempi dalla quarta posizione in poi sono calcolati in base ai distacchi, evidenziati nel fotofinish. Nei 100 metri piani:
- Il primo classificato Dillard è stato cronometrato in 10"5 (i cronometri manuali gli hanno attribuito 10"3)
- Tra Dillard ed il secondo classificato Ewell c'è uno spazio di 6 centesimi, ed è stato cronometrato in 10"6
- LaBeach ha accusato un distacco da Dillard pari a 9 centesimi, ed è stato cronometrato in 10"6
- Il quarto atleta, McCorquodale era distanziato di 11 centesimi;
- Il quinto classificato, Patton, vincitore dei 200 metri, è giunto dopo 17 centesimi;
- Il sesto ed ultimo atleta, McDonald Bailey, invece, ha accusato un distacco di 31 centesimi.

Il cronometrista ufficiale ha passato i rilevamenti sui distacchi allo statistico Bob Sparks, che autonomamente ha calcolato i tempi ufficiosi degli atleti dalla quarta posizione in poi.

Ecco i tempi calcolati da Sparks:
- McCorquodale 10"7;
- Patton 10"7;
- McDonald Bailey 10"9.